# 1994 AJ1

1994 AJ1

1994 AJ1 är en asteroid i huvudbältet som upptäcktes den 7 januari 1994 av den japanska astronomen Takao Kobayashi vid Ōizumi-observatoriet.
Asteroiden har en diameter på ungefär 9 kilometer och den tillhör asteroidgruppen Eos.